# Adedayo Adebayo
Pour les articles homonymes, voir Adebayo.
Pas d'image ? Cliquez ici

a Compétitions nationales et continentales officielles uniquement.

b Matchs officiels uniquement.
Adedayo Adeyemi Adebayo, né le 30 septembre 1970 à Ibadan (Nigéria), est un joueur anglais de rugby à XV. Il a joué avec l'équipe d'Angleterre de 1996 à 1998 et avec Bath Rugby, évoluant au poste d'ailier.

## Carrière

### En club
- Vainqueur de la coupe d'Europe 1997-1998

### En équipe nationale
Il a eu sa première cape internationale le 23 novembre 1996, à l’occasion d’un match contre l'équipe d'Italie.

## Palmarès
- 6 sélections avec l'équipe d'Angleterre
- Sélections par année : 1 en 1996, 4 en 1997, 1 en 1998